# Paul Harris

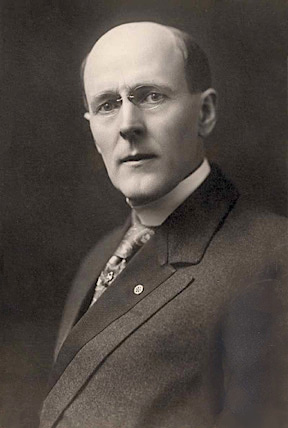
Paul Harris

Paul Percy Harris (Racine (Wisconsin), 19 april 1868 - 27 januari 1947) was een Amerikaanse initiatiefnemer tot en een van de oprichters van Rotary International.
Harris studeerde rechten aan de Universiteit van Iowa. Na een aantal verschillende baantjes in de krantenwereld, als fruitboer, zakenman en acteur en ook gedurende meerdere jaren reizen van en naar onder andere Europa op schepen die vee vervoerden, vestigde hij zich in 1896 in Chicago als advocaat. Daar leerde hij de steenkolenhandelaar Silvester Schiele, de mijnbouwingenieur Gustaph Loehr en de kleermakerspatroon Hiram Shorey kennen. Gezamenlijk richtten zij op 23 februari 1905 de eerste Rotary Club op als bijeenkomst van ontmoeting en vriendschap.
Het initiatief om als ondernemers en zelfstandige zakenlui wekelijks voor een vriendschappelijke bijeenkomst bij elkaar te komen, elkaar van advies te dienen en noden in de maatschappij met elkaar te bespreken en oplossingen te bieden, sprak aan. Al in 1908 werd een tweede club opgericht in San Francisco. Tot 1911 werden er zo 16 clubs opgericht. Tot op de dag van vandaag dragen alle Rotary Clubs deze naam met de plaats van vestiging eraan toegevoegd.
Toen Paul Harris in 1947 stierf waren er al 6.000 clubs over de hele wereld opgericht. Thans is dit na ruim 100 jaar uitgegroeid tot clubs in meer dan 200 landen of geografische gebieden met een totaal van 1,4 miljoen leden.